# RoStar
RoStar este o companie producătoare de biscuiți din România.
Compania este prezentă în România din 1996, iar acționari sunt Halil Bulut, cetățean turc, împreună cu soția.
Compania deține o fabrică în București, cu o capacitate de producție de 50 tone pe zi, și 410 angajați (februarie 2009).
Cifra de afaceri în 2008: 12,3 milioane euro